# 伍家廉
伍家廉（英語：Eric Ng Ka-Lim，1952年—），是前香港電台節目主持，曾任香港電台第五台節目總監。

## 背景
伍家廉生於九龍深水埗，早年在深水埗區生活，後移居至土瓜灣十三街一帶（面向牛棚藝術村現址）。他在1958年畢業於深水埗學校（幼稚園部），1970年畢業於天主教新民書院中五年級，後來到尖沙咀格致書院完成預科課程，1972年畢業。入讀新民書院時是一名理科生，中學成績一般，而且活躍於童軍活動。他繼而於1972年中七畢業後，報讀香港浸會學院（今香港浸會大學）傳理系，與唱片騎師麥之華同為第一屆傳理系同學，大專三年級選修廣播電視專業；畢業前已於1973年至1976年以學生與兼職身份加入香港電台。當時，廣播界人士黃廣浩於1973年帶同麥之華與伍家廉一同向香港電台叩門，如是伍家廉獲得參與音樂/雜誌式廣播節目如《燭光下》及《四百碼的聯想》製作的機會。另一方面，伍家廉於大學時期參加過星報舉辦的「Talent Quest」歌唱比賽，與同學一同以民歌參賽兼奪得第3名。
他於1974年獲陳家蓀賞識為無綫電視節目《憑歌寄意》撰稿，不久再獲劉天賜賞識當《歡樂今宵》資料蒐集組組員。1976年4月15日，即香港港台第二台立體聲頻道開播當天，他簽約為香港電台旗下藝員，擔任音樂節目主持。其後於1980年4月出任負責主持的廣播節目監製，1980年代初轉為電台合約公務員，1981年3月與湯正川及張文新一同獲擢升為節目主任，兼任行政工作，亦於香港電台主辦的活動中兼任司儀。曾主持節目包括《青春交響曲》、《紅白歌謠鬥》及《黃金的旋律》；亦曾與車淑梅合作主持《清晨開心菓》及《陽光早餐》等早晨節目。
伍家廉亦曾參與舉辦多項比賽，以發掘音樂人才及推廣外語歌曲，包括十八區業餘歌唱大賽、城市民歌公開創作比賽及國際流行音樂大獎等。又曾協助協調音樂比賽直播事宜，主持電台製作之電視遊戲節目《闔府統請》（1980年）。他及後於1980年代末升為「一般節目策劃及統籌監製」，繼而再晉升為港台第五台節目總監，至2006年11月29日自香港電台退休。在電視圈方面則曾於1981年獲麗的電視邀請擔任綜藝節目《著燈開飯睇電視》和《夏日樂逍遙》主持。
2011年，伍家廉復出加盟香港數碼廣播有限公司任節目主持，主持懷舊歌曲節目《黃金的旋律》。2012年10月10日隨數碼廣播電台停播而暫停，其後跟隨大隊轉至電台D100。在2014年8月17日，因為他堅持參與反佔中大遊行的司儀，因立場與公司不同，D100管理層決定中止他的節目，並解僱他。伍家廉現為進建制派愛港之聲的顧問。

## 個人生活
伍家廉已婚，其妻為前香港電台公關及唱片騎師陳婉芬的胞妹，任職幼稚園校長的陳婉玲，2人於1982年結為夫妻，婚後育有兒子。
工餘以外，伍家廉曾與李再唐、李永耀以及顏國樑組織一支樂隊「伍顏李李」玩音樂。

## 資料來源
1. ↑  . 香港電台第一台. 2023-10-02  [2023-10-15].
2. ↑  . 香港工商日報. 1958-07-19: 7  [2022-05-01].
3. ↑  . 華僑日報. 1970-12-11: 18  [2022-02-03]. （原始内容存档于2022-02-04）.
4. ↑  . 格致書院校友會.   [2020-12-10].
5. ↑  . 華僑日報. 1974-05-31: 25  [2023-10-01].
6. ↑  . 香港電台第一台. 2023-10-03  [2023-10-15].
7. 1 2 3 4  . 華僑日報. 1980-04-05: 21  [2023-10-01].
8. ↑  . 香港電台第一台. 2023-10-11  [2023-10-15].
9. ↑  . 華僑日報. 1981-03-26: 23  [2023-10-01].
10. ↑  . 香港工商日報. 1981-03-26: 9  [2023-10-01].
11. ↑  . 華僑日報. 1980-09-03: 27  [2023-10-01].
12. ↑  . 華僑日報. 1988-11-16: 23  [2023-10-01].
13. ↑  . 香港電台. 2006-11-24  [2012-10-10]. （原始内容存档于2015-09-24）.
14. ↑  . 香港工商日報. 1981-04-15: 9  [2023-10-01].
15. ↑  . 華僑日報. 1981-09-27: 14  [2023-10-01].
16. ↑  . 信報. 2014-08-18  [2023-09-30].
17. ↑  . 巴士的報. 2014-08-17  [2022-05-29]. （d100終止合作 原始内容存档于2019-02-22）.
18. ↑  . 東網. 2018-08-31  [2023-09-30]. （原始内容存档于2018-10-08）.
19. 1 2  . 華僑日報. 1982-11-27: 22  [2023-10-01].
20. ↑  . 香港電台第一台. 2019-03-17  [2024-10-06].